# توماس ارنست
توماس ارنست (انگلیسی: Thomas Ernst؛ زادهٔ ۲۳ دسامبر ۱۹۶۷) بازیکن فوتبال بازنشسته اهل آلمان است که در پست دروازه‌بان بازی می‌کرد.
از باشگاه‌هایی که در آن بازی کرده است می‌توان به اشتوتگارت، اف‌اس‌وی فرانکفورت، آینتراخت فرانکفورت، بوخوم و کایزرسلاوترن اشاره کرد.

## دوران حرفه‌ای
ارنست در ویسبادن، هسن به دنیا آمد. او فوتبال حرفه‌ای را با آینتراخت فرانکفورت آغاز کرد. در این باشگاه هسنی، او تنها موفق شد در طول هفت سال مجموعاً پنج بار در بوندس‌لیگا به میدان برود، زیرا با حضور اسطوره‌ای همچون اولی اشتاین فرصت زیادی برای بازی پیدا نمی‌کرد. در سال ۱۹۹۴، او باشگاهش را تغییر داد اما در همان شهر ماند و به اف‌اس‌فاو فرانکفورت در دستهٔ دوم پیوست.
پس از یک فصل، ارنست به بوخوم رفت که آن هم در سطح دوم فعالیت می‌کرد، اما در دو فصل نخستش فقط دو بار به میدان رفت. بهترین فصل انفرادی او در فصل ۱۹۹۸–۹۹ رقم خورد، زمانی که در ۳۲ مسابقهٔ لیگ حضور یافت؛ اما باشگاهش از نوردراین-وستفالن در پایان فصل به عنوان تیم دوم از پایین جدول به دسته پایین‌تر سقوط کرد.
از سال ۲۰۰۰ تا ۲۰۰۶، ارنست در سطح نخست فوتبال آلمان ماند، با بازی در اشتوگارت و کایزرسلاوترن، اما همچنان بیشتر به عنوان دروازه‌بان ذخیره به میدان رفت، تا زمانی که در سن ۳۸ سالگی از فوتبال خداحافظی کرد. او در مجموع ۱۹ فصل حرفه‌ای، در ۱۵۲ مسابقهٔ لیگ حضور یافت که از این تعداد ۱۰۶ بازی در سطح اول انجام شده بود.
ارنست بلافاصله پس از بازنشستگی وارد عرصهٔ مربی‌گری شد و به عنوان مربی دروازه‌بان‌ها در تیم ملی فوتبال زنان آلمان فعالیت کرد. در سال بعد، نخستین تجربهٔ سرمربی‌گری خود را با باشگاه سابقش، اف‌اس‌فاو فرانکفورت، به دست آورد و در سال ۲۰۰۸ به بوخوم بازگشت تا این‌بار به عنوان مدیر فوتبال فعالیت کند.

## زندگی شخصی
همسر ارنست، کرستین پولمان، نیز یک فوتبالیست حرفه‌ای بود. پسر او، تیارک، در حال حاضر به عنوان دروازه‌بان برای باشگاه آلمانی هرتابرلین بازی می‌کند.